# Rt Finisterre
Rt Finisterre (galicijsko Cabo Fisterra [fisˈtɛrɐ], špansko Cabo Finisterre [finisˈtere]) je skalni polotok na zahodni obali Galicije v Španiji.
V rimskih časih je veljalo, da je to konec znanega sveta. Ime Finisterre, tako kot ime Finistère v Franciji, izhaja iz latinščine finis terrae, kar pomeni 'konec kopna'. Včasih naj bi bila najzahodnejša točka Iberskega polotoka. Vendar pa je Cabo da Roca na Portugalskem približno 16,5 kilometrov zahodneje in s tem najzahodnejša točka celinske Evrope. Tudi v Španiji je Cabo Touriñán bolj zahodno.
Monte Facho je ime gore na rtu Finisterre, z vrhom 238 metrov nad morjem. Znameniti svetilnik je na vrhu Monte Facho. V bližini je obmorsko mesto Fisterra.
Artabri so bili starodavno galaeško keltsko pleme, ki je nekoč naseljevalo to območje.

## Geografija
Rt Finisterre ima več plaž, med drugim O Rostro, Arnela, Mar de Fora, Langosteira, Riveira in Corbeiro. Mnoge plaže so uokvirjene s strmimi pečinami, ki vodijo do Mare Tenebrosum(ali temnega morja, ime Atlantika v srednjem veku).
Na tem območju je več skal, povezanih z verskimi legendami, kot so »sveti kamni«, »obarvani vinski kamni«, »kamniti stol« in grob keltske boginje Orcabelle. 

## Romanje
Rt Finisterre je končni cilj številnih romarjev na poti svetega Jakoba, romanje v svetišče apostola svetega Jakoba v stolnici Santiago de Compostela. Rt Finisterre je približno 90 km hoje od Santiaga de Compostele.
Izvor romanja v Finisterre ni jasen. Menijo pa, da izvira iz predkrščanskih časov in je bil verjetno povezan s statusom Finisterra kot "roba sveta" in kraja za ogled zadnjega dne sonca. Tradicija se je nadaljevala tudi v srednjem veku, ko so bile ustanovljene "bolnišnice" za romarje na poti od Santiaga de Compostele do Finisterra.
Nekateri romarji nadaljujejo pot do Mugíe, ki je oddaljena en dan hoje.

## Galerija
- Camino de Santiago, Fisterra
- Romarjev čevelj v Fisterri
- Faro de Finisterre (svetilnik)

## Predkrščanska prepričanja
Na tem območju je veliko predkrščanskih svetih mest. Na rtu Finisterre je bil "Oltar Sonca" , kjer so se Kelti ukvarjali s čaščenjem sonca in raznimi rituali.
Grško-rimski zgodovinarji so lokalne prebivalce rta Finisterre imenovali "Nerios". Monte Facho je bil kraj, kjer so Kelti Nerios iz Duia  izvajali svoje daritve in obrede v čast soncu. Monte Facho je kraj trenutnih arheoloških raziskav in obstajajo dokazi o bivanju na Monte Facho okoli 1000 pr. n. št. Do vrha Monte Facho vodi rimska cesta in na gori ostanki starodavnih struktur.
San Guillerme, znan tudi kot sveti Viljem Penacoradski , je živel v hiši na Monte Facho. V bližini hiše San Guillerma je kamen, ki je danes znan kot "kamen svetega Viljema" (Pedra de San Guillerme). Sterilni pari so na svetem Viljamovem kamnu kopulirali, da bi poskušali zanositi, po keltskem obredu plodnosti.

## Pomorska zgodovina
Feničani so odpluli s tega rta, da bi trgovali z Britanijo v bronasti dobi, pri čemer je možen pristanek feničanskih trgovcev Mount Batten.
Ker gre za vidno kopno na poti iz severne Evrope v Sredozemlje, se je v bližini Rta zgodilo več pomorskih bitk. Pomembne bitke so prva bitka pri rtu Finisterre leta 1747 med vojno za avstrijsko nasledstvo in bitka pri rtu Finisterre leta 1805 med Napoleonskimi vojnami. Obe bitki sta bili med britansko kraljevo mornarico in francosko mornarico, ki sta se v 18. stoletju nenehno borili za nadzor nad morji. Obala, lokalno znana kot Costa da Morte (obala smrti), je bil kraj številnih brodolomov in potopov, vključno s tistim britanske oklepnice HMS Captain, kar je leta 1870 povzročilo izgubo skoraj 500 življenj.
Poleg tega so zakoni, ki so urejali kolonije Britanskega imperija (vključno s spremembo Sugar Act - zakona o sladkorju iz leta 1764), uporabljali zemljepisno širino rta Finisterre kot tisto, mimo katere določenega blaga ni bilo mogoče odpremiti proti severu neposredno med britanskimi kolonijami. Na primer, prepovedano je bilo pošiljati sladkorni trs neposredno iz Jamajke v Novo Škotsko, saj je takšna transakcija prečkala to širino. Namesto tega so zakoni zahtevali, da se sladkorni trs najprej odpremi z Jamajke v Veliko Britanijo, kjer so ga ponovno izvozili v Novo Škotsko.
Podobno je bila zemljepisna širina rta Finisterre uporabljena za signalizacijo, da je potrebna menjava zastav norveških in švedskih trgovskih ladij. Po osamosvojitvi in kasnejši združitvi s Švedsko leta 1814 so morale norveške trgovske ladje pluti pod švedsko zastavo (do 1818) in švedska zastava z norveško (Dannebrog z norveškim levom) zastavo v kantonu. Od leta 1818 do 1821 so namesto švedske zastave to zastavo nosile tudi švedske trgovske ladje (do leta 1844), ko so plule južno od rta Finisterre.
Finisterre je bilo nekdanje ime sedanjega morskega območja FitzRoy, uporabljeno v napovedih ladijskega prometa Združenega kraljestva. Leta 2002 se je preimenoval v FitzRoy (v čast ustanovitelja urada Met), da bi se izognili zmedi z istoimenskim manjšim morskim območjem, ki je vključeno v pomorske napovedi francoskih in španskih meteoroloških uradov.

## V popularni kulturi
- V opereti Gilberta in Sullivana Ruddigore ali Čarovnikovo prekletstvo Richard Dauntless poje o patruljnem čolnu, ki pluje vzdolž obale, da bi odvračal tihotapce, ki se nameravajo izogniti carini in trošarinam in "ob rtu Finistere".sreča francosko trgovsko ladjo.
- V filmu Nočni vlak v Lizbono (2013) Amadeu in Estafania preživita noč in jutro v avtu na rtu Finisterre. Nato je prikazan Amadeu, ki sedi na pečini in piše svoje spomine, na katerih se osredotoča na film.
- V knjigi Walterja Farleyja Črni žrebec je parnik Drake, ki je Aleca (in Črnega) pripeljal domov iz Indije, nazadnje omenjen, ko je odplul proti severu proti Angliji »pri rtu Finisterre na obali Španije«, preden se je pojavil v nočni nevihti. [Yearling/Random House Children's Books; chap. 2 pg. 7]